# 孟非
孟 非（もう ひ、1971年10月12日〈辛亥年8月24日〉 - ）は、中国のアナウンサー、ジャーナリスト。

## 略歴
- 1982年 - 南京に移籍。
- 1982年、南京市第一中学に入学。卒業後、南京市第三高等学校に入学。

## 著書
- 2011年 - 『随遇而安』 浙江文芸出版社。

## 家族
- 父：徐質敬[1]
- 母：
- 配偶者：李雪
- 子供：孟星亜